# Динценхофер, Леонард
Леонард Динценхофер, также Иоганн Леонард Динценхофер (нем. Leonhard Dientzenhofer, Johann Leonhard Dientzenhofer; 20 февраля 1660, Санкт-Маргаретен, Бавария — 26 ноября 1707, Бамберг) — немецкий архитектор южногерманского барокко, представитель знаменитой семьи мастеров-строителей Динценхоферов. Автор многих известных построек барокко в Фульде и Бамберге.

## Биография
Леонард родился на семейной ферме в Санкт-Маргаретене недалеко от Розенхайма, Бавария, в семье знаменитых немецких архитекторов Динценхоферов. Он был седьмым ребёнком Георга Динценхофера Первого (или Старшего, 1614—1673) и Барбары, урождённой Таннер, семьи из Верхней Баварии. Его четыре брата были известными строителями: Георг Второй (1643—1689), Кристоф (1655—1722), Вольфганг (1648—1706), Иоганн (1663—1726).
Согласно свидетельству о крещении, ребёнка назвали Леонардом, но позднее он сменил имя на Иоганн. Это привело к тому, что с ним часто отождествляли его младшего брата Иоганна, а некоторые из построек настоящего Иоганна Динценхофера до сих пор приписывают Леонарду.
Мало что известно о его школьном образовании и ремесленном обучении. Во всяком случае, он ещё не был взрослым, когда присутствовал в 1678 году в Праге на свадьбе своей старшей сестры Анны с Вольфгангом Лейтнером, родственником мастера-строителя Авраама Лейтнера. Предполагается, что он получил дальнейшее образование в теоретической области, изучая архитектурные работы Авраама Лейтнера, в строительной компании которого он работал.
30 января 1685 года в Вальдзассене он женился на Марии Анне Хагер, сестре жены своего брата Георга. У них было три сына и четыре дочери. Вскоре после смерти жены Марии (6 июля 1699) он женился в Бамберге на Анне Маргарете Зюндер из Бад-Штаффельштайна. У них было две дочери.
Об архитектурном творчестве Леонарда Динценхофера сведений сохранилось немного. Известно, что 1697 году Леонард, пожелавший отдать должное уважаемому им мастеру, заказал переиздание (с изменённым посвящением и предисловием) книги Шарля Филиппа Дьёссара «Театр гражданской архитектуры» (Theatrum architecturae civilis) — трёхчастный трактат, впервые изданный в 1679 и 1682 годах. В Бамберге Леонард построил дом для себя и своей семьи.
Жизнь и деятельность Леонарда документированы начиная с 1685 года. В этом году он руководил строительством монастыря в Вальдзассене по проекту его брата Георга. Год спустя он работал мастером-каменщиком в Амберге и одновременно был строителем нового комплекса монастыря Шпейнсхарт, спроектированного его братом Иоганном. Его первыми известными проектами являются планы паломнической церкви Траутманнсхофен, которую курфюрст Фердинанд Мария построил в знак благодарности за восстановление католической веры в Верхнем Пфальце и за окончание Тридцатилетней войны.
В 1687 году в Бамберге он стал придворным архитектором принца-епископа Лотара Франца фон Шёнборна и в течение двадцати лет до своей ранней смерти работал проектировщиком, мастером-строителем и руководителем работ. С одобрения князя-епископа 5 мая 1699 года он был избран советником города Бамберга. В 1696 году байройтский маркграф Кристиан Эрнст назначил его своим придворным архитектором.
Считается, что образцами для проектов Леонардо Динценхофера послужили постройки Карло Лураго и Джованни Доменико Орси де Орсини, чей архитектурный стиль он перенёс во Франконию и Верхний Пфальц.
Леонард скончался в возрасте сорока семи лет в Бамберге. Его работа над аббатством Банц была продолжена его братом Иоганном.

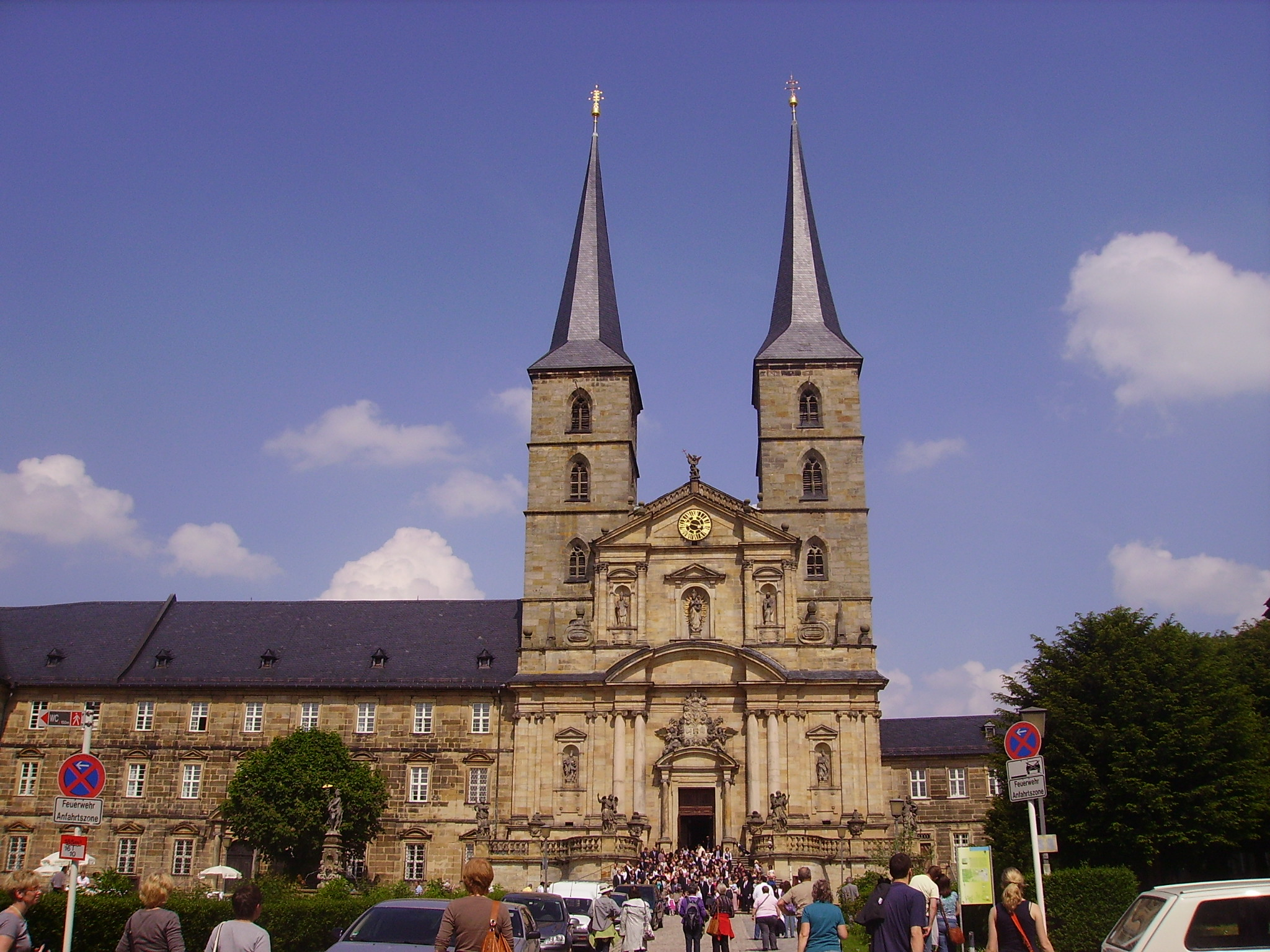
Аббатство Святого Михаила. Бамберг
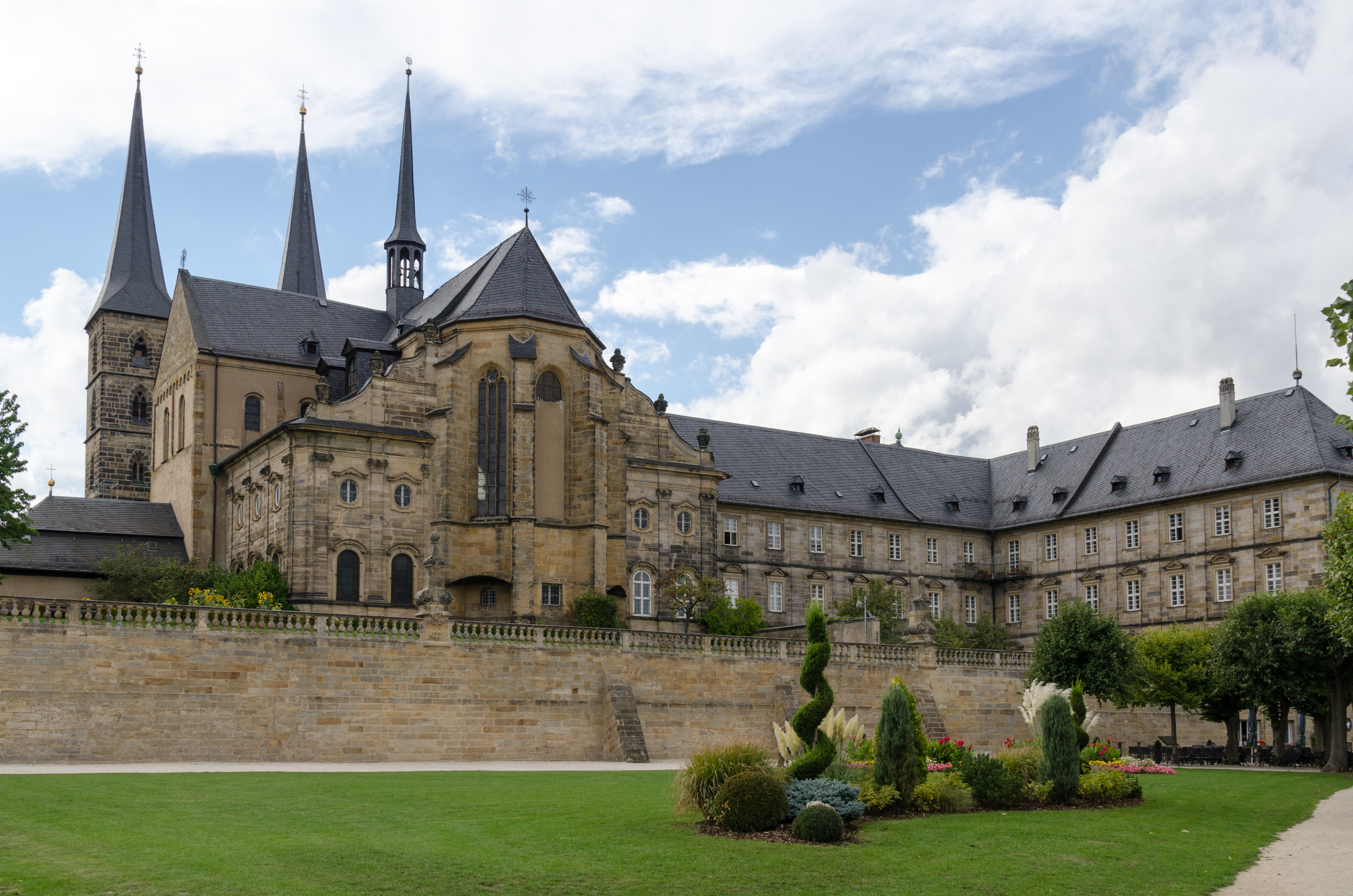
Здания монастыря. Вид с востока
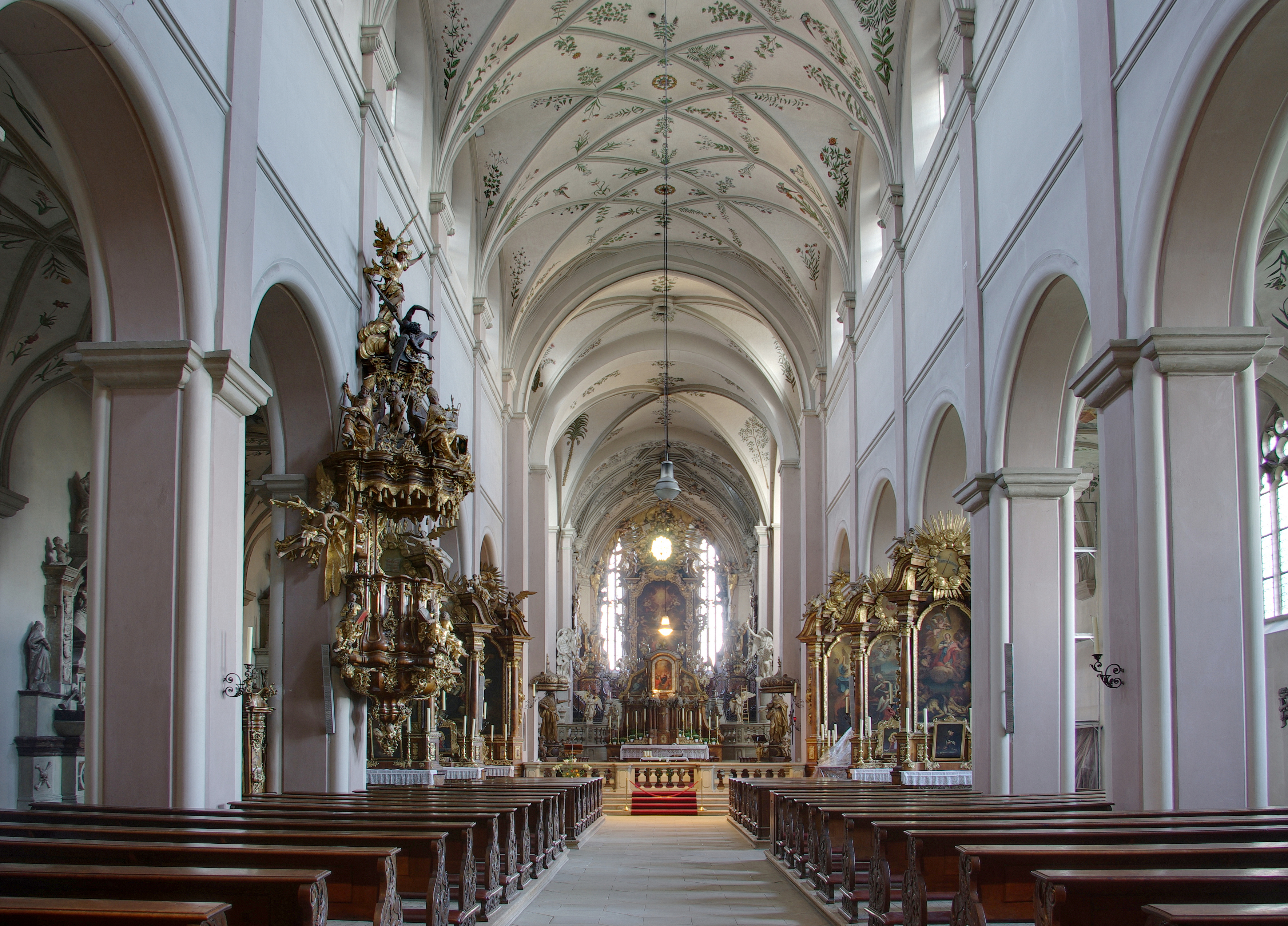
Монастырская церковь Святого Михаила в Бамберге. Интерьер главного нефа